# Stadio Mario Piccirillo
Lo stadio Mario Piccirillo è un impianto sportivo di Santa Maria Capua Vetere ed ospita le partite interne del Gladiator.

## Storia e struttura
Lo stadio inaugurato nel 1927, è intitolato a Mario Piccirillo, medico che donò al comune il terreno su cui sorge l'impianto.
Il campo di gioco è in erba naturale, e fino al 2012 era dotato di tribune in cemento, poi abbattute in quanto vetuste e non più conformi ai parametri di legge. Nell’estate 2016, grazie alla volontà della nuova società, l’impianto è stato dotato di due tribune prefabbricate per accogliere i tifosi locali, di cui una denominata “Tribuna De Felice” intitolata allo storico tifoso Giuseppe De Felice e un’altra tribuna parallela che prende il nome di “Distinti”.
Lo stadio ha inoltre un settore ospiti.